# Passage de Cléry
Le passage de Cléry est une voie du 2e arrondissement de Paris, en France.

## Situation et accès
Le passage de Cléry est une voie privée située dans le 2e arrondissement de Paris. Il débute au 57, rue de Cléry et se termine au 20, rue Beauregard.

## Origine du nom
Il est appelé ainsi du fait de sa proximité avec la rue de Cléry, qui tient elle son nom de l'hôtel de Cléry, dont il est fait mention en 1540, et dont les dépendances aboutissaient alors aux fossés de la ville.

## Historique
Ce passage a été ouvert en 1905.

## Pour approfondir